# Big Lonely Doug
Big Lonely Doug (česky: Velký osamělý Doug) je velká douglaska tisolistá (Pseudotsuga menziesii) rostoucí na západním úpatí hory Edinburgh v údolí řeky Gordon v jižní části ostrova Vancouver v Britské Kolumbii v Kanadě. Je druhou největší douglaskou v Kanadě po Red Creek Fir v nedalekém údolí San Juan.

## Historie
Strom začal růst přibližně kolem roku 1000 n. l.
V roce 2011 dřevorubec Dennis Cronin objevil obrovský strom při průzkumu lesního úseku pralesa, který měl být vykácen kvůli těžbě dřeva. Pro jeho výjimečnou velikost omotal kolem stromu stuhu a napsal na ní „Leave Tree“ (česky: Strom nechte), čímž strom zachránil před pokácením. V roce 2014 na strom narazil fotograf a aktivista T. J. Watt a pojmenoval ho „Big Lonely Doug“, což je hra se jménem rodu stromu a jeho relativní opuštěností uprostřed vykácené mýtiny. Strom se od té doby stal symbolem ochrany přírody v Kanadě.

## Rozměry
Lesní ekolog Andy MacKinnon změřil 18. dubna 2014 strom pro ekologickou organizaci Ancient Forest Alliance a pro Univerzitu Britské Kolumbie. Výsledky byly zveřejněny následující týden 24. dubna 2014.
| Výška stromu                                          | 70,2 m  | 230,3 ft |
| Obvod v 1,3 m (4,27 ft) nad nejvyšším bodem základny  | 11,91 m | 39,1 ft  |
| Průměr v 1,3 m (4,27 ft) nad nejvyšším bodem základny | 3,91 m  | 12,8 ft  |
| Průměrné rozprostření koruny                          | 18,33 m | 60,1 ft  |

## Odraz v kultuře
Příběh stromu inspiroval autora Harleyho Rustada k napsání knihy Big Lonely Doug: The Story of One of Canada's Last Great Trees (česky: Velký osamělý Doug: Příběh jednoho z poslední velkých stromů Kanady). Kniha vypráví příběh dřevorubce Dennise Cronina, který strom zachránil před pokácením.